# Ел Џебел (Колорадо)
Ел Џебел (енгл. El Jebel) насељено је место без административног статуса у америчкој савезној држави Колорадо.

## Демографија
По попису из 2010. године број становника је 3.801, што је 687 (-15,3%) становника мање него 2000. године.
| Група             | 2000.         | 2010.         |
| Белци             | 3.061 (68,2%) | 2.197 (57,8%) |
| Афроамериканци    | 4 (0,1%)      | 14 (0,4%)     |
| Азијати           | 43 (1,0%)     | 47 (1,2%)     |
| Хиспаноамериканци | 1.339 (29,8%) | 1.510 (39,7%) |
| Укупно            | 4.488         | 3.801         |